# José Luis Escobar Alas
José Luis Escobar y Alas (né le 10 mars 1959 à Suchitoto (es)) est le septième archevêque métropolitain de San Salvador au Salvador — ayant succédé à Fernando Sáenz Lacalle (es) —, et l’actuel président de la Conférence épiscopale du Salvador.
De façon insolite, il a un cardinal (Gregorio Rosa Chávez) comme évêque auxiliaire, lui-même n'étant pas cardinal. Le 19 janvier 2002, il est nommé évêque titulaire de Thibica (de)